# Paris-Nisa 2012
Cursa Paris-Nisa 2012 este a 70 ediție a Cursei Paris-Nisa care s-a desfășurat în perioada 8-11 martie 2012.

## Echipe participante
- Ag2r-La Mondiale
- Astana
- BMC Racing Team
- Cofidis
- Team Europcar
- Euskaltel-Euskadi
- FDJ-BigMat
- Garmin-Barracuda
- GreenEDGE
- Team Katusha
- Lampre-ISD
- Liquigas-Cannondale
- Lotto-Belisol
- Movistar Team
- Omega Pharma-Quick Step
- Project 1t4i
- Rabobank
- RadioShack-Nissan-Trek
- Saur-Sojasun
- Team Saxo Bank
- Team Sky
- Vacansoleil-DCM

## Etapele programate
| # | Dată      | Start                 | Sosire                   | Km    | Câștigător               |
| - | --------- | --------------------- | ------------------------ | ----- | ------------------------ |
| 1 | 4 martie  | Dampierre-en-Yvelines | Saint-Rémy-lès-Chevreuse | 9.4   | Gustav Larsson (VAC)     |
| 2 | 5 martie  | Mantes-la-Jolie       | Orléans                  | 185.5 | Tom Boonen (OPQ)         |
| 3 | 6 martie  | Vierzon               | Lac de Vassivière        | 194   | Alejandro Valverde (MOV) |
| 4 | 7 martie  | Brive-la-Gaillarde    | Rodez                    | 178   | Gianni Meersman (LTB)    |
| 5 | 8 martie  | Onet-le-Château       | Mende                    | 178.5 | Lieuwe Westra (VAC)      |
| 6 | 9 martie  | Suze-la-Rousse        | Sisteron                 | 178.5 | Luis León Sánchez (RAB)  |
| 7 | 10 martie | Sisteron              | Nisa                     | 219.5 | Thomas De Gendt (VAC)    |
| 8 | 11 martie | Nisa                  | Col d'Èze                | 9.6   | Bradley Wiggins (SKY)    |